# ماردة (فنزويلا)

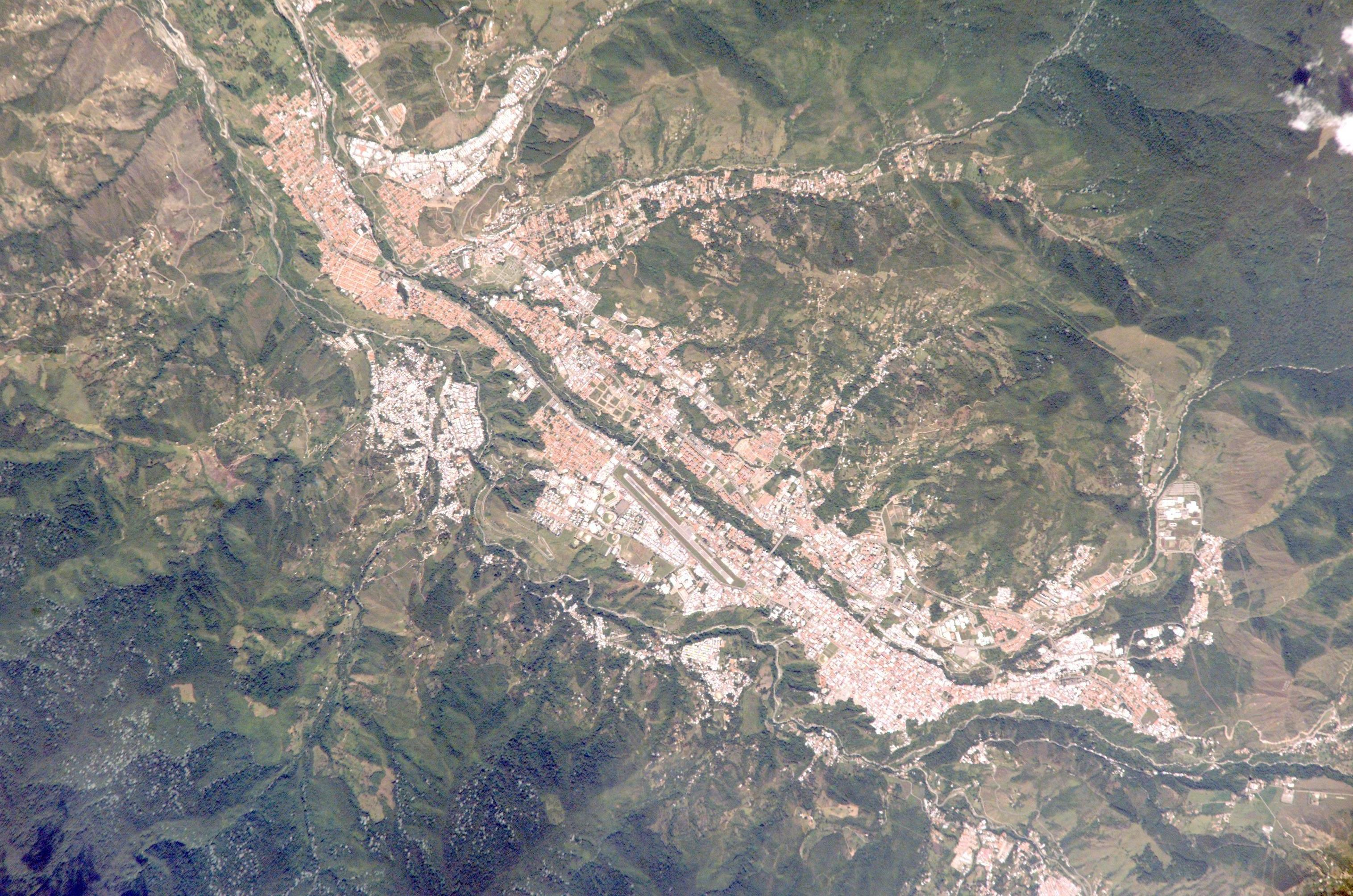
صورة فضائية لمدينة ماردة

ماردة (بالإسبانية: Mérida أو Santiago de los Caballeros de Mérida)‏ مدينة تقع بولاية ماردة بفنزويلا، تأسست في 9 أكتوبر 1558.
يقطن ماردة مالا يقل عن مأتي ألف مع منطقة من العاصمة يقطنها 350 ألف نسمة. تعد المركز الرئيس للتعليم والسياحة في غرب فنزويلا، وموطن جامعة أنديس.
تقع ماردة على علو قدره 1600 متر فوق سطح البحر، على ضفاف وادي نهر تشاما وبها يقع ثاني أعلى قمم فنزويلا - بيكو بوليفار.

## تاريخ
تأسست ميريدا عام 1558 على يد جون رودريغ سوريه أثناء رحلاته الاستكشافية التي قادها، وأطلق عليها هذا الاسم تيمنا باسم موطنه الأصلي، ميريدا. لم يكن المستقر الأول لميريدا ماهي اليوم عليه بل على بعد 30 كم إلى الجنوب في كسامو.
لم يكن تأسيس سوريه للمدينة قد خول من قبل السلطات الكندية بعد ولذلك قررت القبض عليه في 1560 وأعادت هيكلة المدينة فانتقلت للموقع الحالي لها ثم أصبحت عاصمة للمحافظة ميريدا عام 1622.

## توأمة
لماردة (فنزويلا) اتفاقيات توأمة مع كل من:
- كلايبيدا
- لاباز
- ماردة
- ماردة
- ماردة [الإنجليزية]‏

## معرض الصور

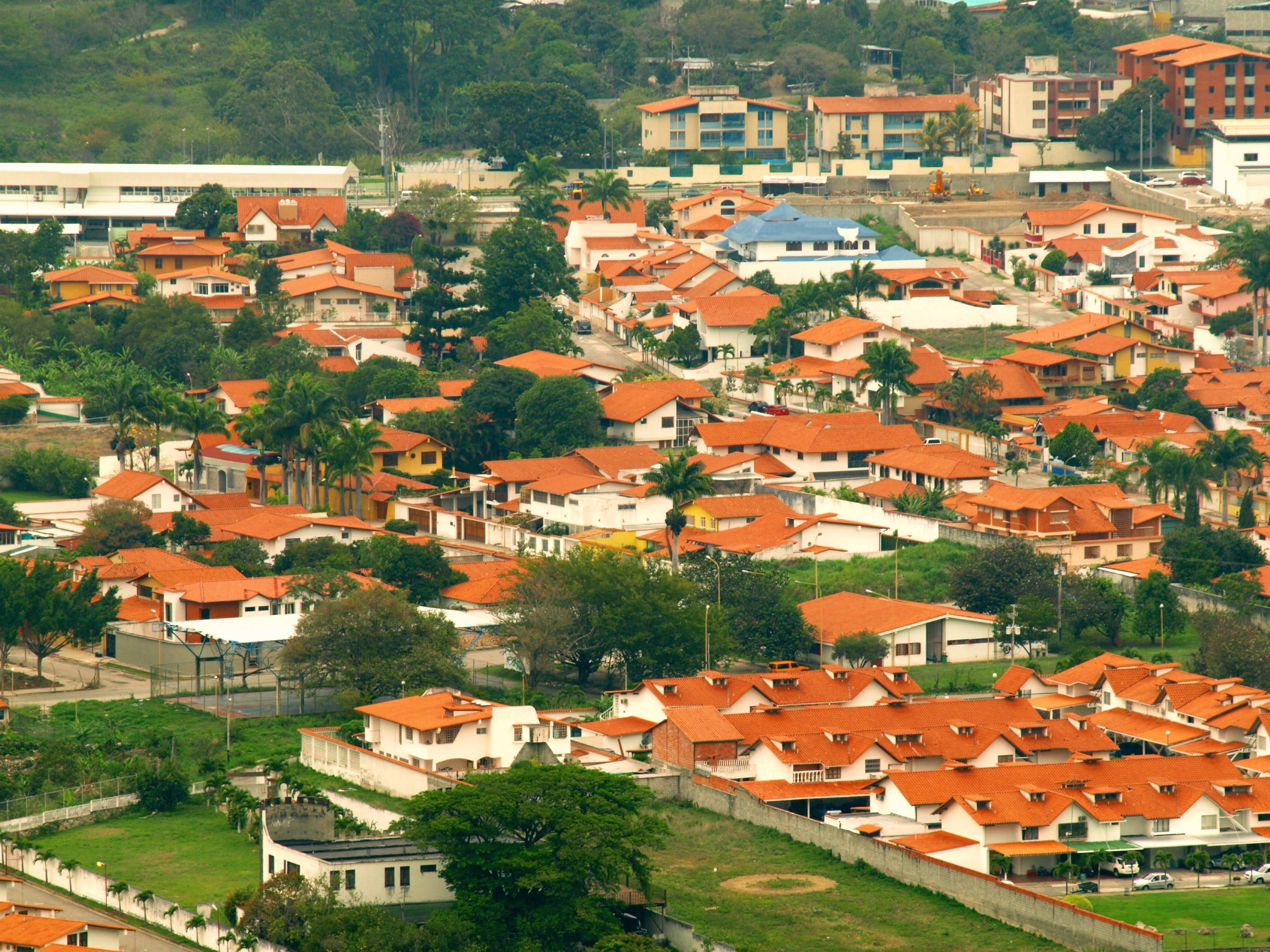
شرفة من ميريدا

## أعلام
- روبيرث موران
- كارلوس دي كاسترو
- ستيفانيا فرناندز
- رامون بالوماريس
- غبريال أوردانيتا
- يول فينول
- اجناسيو اندرادي